# سومین سالگرد سقوط هواپیمای اوکراینی
سومین سالگرد سقوط هواپیمای اوکراینی، ۱۸ دی ۱۴۰۱ و در بحبوحه خیزش اعتراضی ایران، برای بزرگداشت جان‌باختگان پرواز شماره ۷۵۲ هواپیمایی بین‌المللی اوکراین برگزار شد. در پاسخ به فراخوان تجمع در این روز و همچنین اعتراض به قتل‌های حکومتی محمدمهدی کرمی و سید محمد حسینی، ایرانیان در شهرهای مختلف جهان به خیابان آمدند.
انجمن خانواده‌های جانباختگان پرواز پی‌اس ۷۵۲ قبلاً فراخوانی را تحت عنوان «عدالت پیروز است» برای تظاهرات ایرانیان سراسر جهان در یکشنبه ۸ ژانویه ۲۰۲۳ منتشر کرد و مهم‌ترین تجمع در ایران برگزار شد؛ جمعی از خانواده‌های قربانیان در محل سقوط هواپیما در شاهدشهر واقع در نزدیکی تهران گرد هم آمدند و شعار «سپاه جنایت می‌کند، قاضی حمایت می‌کند» و «کربلا همین‌جاست» سر دادند.

## پیش‌زمینه
سپاه پاسداران چهارشنبه ۱۸ دی ۱۳۹۸، چند ساعت پس از حمله به پایگاه هوایی عین الاسد در عراق به خونخواهی قاسم سلیمانی، هواپیمای مسافربری خطوط هواپیمایی اوکراین را در نزدیکی تهران با موشک‌های سامانه پدافند هوایی هدف گرفت و منهدم کرد. سپاه پاسداران در این اقدام که تنها به‌واسطه فشارهای بین‌المللی به آن اقرار شد، جان ۱۷۶ مسافر و ۹ خدمه پرواز ۷۵۲ را که بسیاری از آن‌ها ایرانیان دو تابعیتی مقیم خارج از کشور بودند گرفت. صد و پانزدهمین روز اعتراضات سراسری ایران با سومین سالروز این حادثه نیز مصادف شده بود.

## اعتراضات
در پی فراخوان حامد اسماعیلیون بسیاری از ایرانیان مقیم بریتانیا از سراسر این کشور به لندن آمدند. تجمع‌کنندگان هم یاد کشته‌شدگان هواپیمای اوکراین و دیگر قربانیان جمهوری اسلامی را زنده نگه داشتند و هم با معترضان در ایران اعلام همبستگی کردند.
ایرانیان در دیگر نقاط جهان از جمله سیدنی، ملبورن، پرت و بریزبرن در استرالیا؛ کراست‌چرچ و اوکلند در نیوزلند؛ سئول، پایتخت کره جنوبی؛ وین، پایتخت اتریش؛ بروکسل، پایتخت بلژیک؛ برلین، مونیخ و کاسل در آلمان؛ استانبول و ازمیر در ترکیه؛ لاهه در هلند؛ استکهلم در سوئد؛ تورین در ایتالیا؛ ژنو در سوئیس و لیون در فرانسه برای زنده‌نگه‌داشتن یاد قربانیان و در همبستگی با اعتراضات سراسری در ایران به خیابان‌ها آمدند.
در ایران خانواده‌های جانباختگان در محل این حادثه مراسم یادبود برگزار کردند. حاضران در این گردهمایی در حمایت از اعتراضات ایران، شعار «زن، زندگی، آزادی» سر دادند. همزمان بخش حراست دانشگاه تهران در پردیس هنرهای زیبا با ضرب و شتم و فحاشی به دانشجویان حمله کرده و تابلوی یادبود کشته‌شدگان پرواز اوکراینی را شکستند. همچنین شامگاه یک‌شنبه مناطق مختلف شهر تهران و همچنین شهرهای اصفهان، قزوین، بندرعباس و سنندج شاهد تظاهرات مردمی بودند.